# Distretto di Gbarma
Il distretto di Gbarma è un distretto della Liberia facente parte della contea di Gbarpolu.